# Andi Bajc
Andi Bajc (Šempeter pri Gorici, 14 november 1988) is een Sloveens wielrenner die anno 2018 rijdt voor My Bike Stevens.

## Carrière
Bajc begon zijn carrière in 2007 bij het Sloveense continentale team Radenska Powerbar. Bij die ploeg zou hij tot het einde van 2010 blijven. In zijn laatste seizoen in Sloveense dienst werd hij onder meer negende in de ZLM Tour, in dezelfde tijd als winnaar Arman Kamysjev. In 2011 vertrok Bajc naar het Turkse Manisaspor Cycling Team. Namens de Turkse ploeg wist hij, verdeeld over twee seizoenen, twee etappezeges en winst in een bergklassement in de rondes van Trakya en Alanya te behalen.
In 2014 kreeg RSC Amplatz, de Oostenrijkse club waar Bajc in 2013 voor reed, een continentale licentie en veranderde de naam in Amplatz-BMC. In 2015 mocht Bajc voor het eerst in het shirt van deze ploeg zijn handen in de lucht steken in de Servisch-Bosnische eendagskoers Banja Luka-Belgrado II.

## Overwinningen
2011
1e etappe Ronde van Trakya
2e etappe Ronde van Alanya
2012
Bergklassement Ronde van Trakya
2015
Banja Luka-Belgrado II
4e etappe Ronde van Hongarije

## Ploegen
- 2007 –  Radenska Powerbar
- 2008 –  Radenska KD Financial Point
- 2009 –  Radenska KD Financial Point
- 2010 –  Zheroquadro Radenska
- 2011 –  Manisaspor Cycling Team
- 2012 –  Salcano-Arnavutköy
- 2014 –  Amplatz-BMC
- 2015 –  Amplatz-BMC
- 2016 –  Amplatz-BMC
- 2017 –  Amplatz-BMC
- 2018 –  My Bike Stevens

Bajc · Bajt · Čanecký · Fidler · J.Gruber · T.Gruber · Kuen · Kusztor · Pelikán · Schoibl · Stoiber · Tratnik · Umhaller
Bajc · Čanecký · Edelbauer · Fidler · Gruber · Korošec · Kusztor · Mugerli · Pelikán · Pernsteiner · A. Umhaller · T. Umhaller
Bajc · Edelbauer · Fidler · Gruber · Korošec · Kuen · Kusztor · Mastaller · Mugerli · Pelikán · Tranninger · A. Umhaller · T. Umhaller